# Richard Gaikowski
Richard Gaikowski (* 30. März 1880 in Dortmund; † 5. Juni 1932 in Danzig) war ein deutscher Gewerkschaftsfunktionär und Politiker (Zentrum).
Richard Gaikowski war der Sohn eines Stellmachers. Er besuchte die Volksschule und machte eine Formerlehreweiterbildung an der Dortmunder Maschinenbauschule. 1905 war er  Schüler des volkswirtschaftlichen Kurses des  Volksvereins für das katholische Deutschland in Mönchengladbach. 1908 wurde er Arbeitersekretär des katholischen Arbeitervereins in Bochum, 1911 Angestellter des  Christlichen Metallarbeiterverbandes in Dortmund und im gleichen Jahr Bezirksleiter des Christlichen Metallarbeiterverbandes in Danzig. Diese Aufgabe hatte er bis zu seinem Tod inne.
1916 wurde er Stadtverordneter in Danzig. 1920 wurde er Mitglied des Danziger Staatsrat und danach in die Verfassungsgebende Versammlung gewählt. Von 1920 bis zu seinem Tode war er Mitglied des Volkstags und von 1929 bis zu seinem Tod dessen Vizepräsident. Er starb an einem Schlaganfall.